# Mark Robins
Mark Gordon Robins (Ashton-under-Lyne, 22 de dezembro de 1969) é um ex-futebolista e treinador de futebol inglês que jogou como atacante.

## Carreira de jogador
Revelado pelo Manchester United, Robins foi destaque na conquista da Copa da Inglaterra de 1989–90, primeiro título vencido por Alex Ferguson em sua passagem de 27 temporadas como técnico dos Red Devils, marcando o gol da vitória sobre o Oldham Athletic, na semifinal da competição. Anteriormente, especulou-se a demissão de Ferguson caso o United fosse eliminado da Copa (o então presidente Martin Edwards negou posteriormente), além de o time estar em 15º lugar no Campeonato Inglês e ter caído na Copa da Liga Inglesa. Um gol de Robins contra o Nottingham Forest salvou o emprego do treinador, e este jogo marcou uma virada na campanha do time na Copa da Inglaterra.
O atacante permaneceu no United até 1992 (48 jogos e 11 gols), quando foi colocado na lista de transferências e negociado por 800 mil libras com o Norwich City, que viveu uma de suas melhores fases na história, chegando a disputar o título da primeira edição da Premier League, vencida justamente por sua ex-equipe. Prejudicado por uma lesão, acompanhou a queda de desempenho do Norwich, que ficou em 12º após ficar várias rodadas entre os 5 primeiros colocados. Ele ainda chegou a iniciar a temporada 1994–95 como atleta dos Canários, porém teve um desentendimento com o técnico John Deehan e foi vendido para o Leicester City, mas não evitou o rebaixamento à Segunda Divisão inglesa.
Pelos Foxes, o atacante ajudou na volta do Leicester à Premier League (via playoffs de acesso) e também na conquista da Copa da Liga de 1996–97. Enquanto esteve sob contrato, foi emprestado para FC København e Reading. Teve ainda rápidas passagens por Ourense (Espanha) e Panionios (Grécia) antes de voltar à Inglaterra para defender o Manchester City. Sua passagem pelos Citizens, no entanto, durou apenas 2 partidas, em decorrência de uma lesão.
Já veterano, atuou por Walsall, Rotherham United, Bristol City, Sheffield Wednesday e Burton Albion, último clube de sua carreira como jogador, encerrada em 2005.

## Carreira de treinador
Ainda em 2005, voltou ao Rotherham United para trabalhar como auxiliar-técnico até março de 2007, quando foi promovido ao comando interino do time, sucedendo Alan Knill. Com 3 vitórias em 6 jogos, Robins evitou um rebaixamento praticamente certo dos Millers à League Two, garantindo sua efetivação no cargo e levando o Rotherham às primeiras posições da terceira divisão
Treinou ainda Barnsley, Coventry City, Huddersfield Town e Scunthorpe United, voltando ao Coventry em 2017, no lugar de Russell Slade e conquistando a EFL Trophy. Nos Sky Blues, venceu ainda os playoffs de acesso da League Two de 2017–18 e foi campeão da League One de 2019–20.

## Carreira internacional
Em 1990, Robins disputou 6 jogos pela seleção Sub-21 da Inglaterra, fazendo 7 gols.

## Títulos

### Como jogador
Manchester United
- Copa da Inglaterra: 1989–90
- Supercopa da Inglaterra: 1990
- Taça dos Clubes Vencedores de Taças: 1990–91
- Supercopa da UEFA: 1991

Leicester City
- Copa da Liga Inglesa: 1996–97

### Como treinador
Coventry City
- EFL Trophy: 2016–17[14]
- League Two (playoffs de acesso): 2017–18
- League One: 2019–20[15]